# Tulsa Roughnecks (NASL)
Die Tulsa Roughnecks waren ein US-amerikanisches Fußball-Franchise mit Sitz in der Stadt Tulsa im Bundesstaat Oklahoma. Dieses ist der Nachfolger vom Team Hawaii, welches zur Saison 1978 nach Tulsa umgezogen ist. Die Meister-Mannschaft von 1983 ist bis heute das einzige größere Sportteam aus Oklahoma, welches einen Titel gewinnen konnte.

## Geschichte
In der Saison 1977 spielte das Franchise unter dem Namen Team Hawaii noch im gleichnamigem Insel-Bundesstaat, aufgrund schlechter Zuschauerzahlen und hohen finanziellen Verlusten durch Reisekosten zog das Team aber nach Tulsa um. Dort benutzte man mehrere Stadien für Heimspiele, die Mehrheit wurde aber im Skelly Stadium ausgetragen. In der NASL wurde man dann innerhalb der National Conference in die Central Division eingesetzt. Mit einem Ergebnis von 15 Siegen und 15 Niederlagen schaffte man es knapp als zweiter auch in der Debütsaison 1978 gleich in die Playoffs. Dort setze es aber bereits in den Conference Quarterfinals eine 1:3-Niederlage gegen die Minnesota Kicks.
Die Runde 1979 schloss man zwar mit 14 Siegen und 16 Niederlagen nur auf dem dritten Platz der Division ab, doch dies reichte diesmal auch für die Playoffs. Diesmal ging es wieder gegen die Minnesota Kicks, wo man aber in zwei Spielen nach Overtime jeweils mit 2:1 gewinnen konnte. Damit zog das Franchise nun auch erstmals in die Conference Semifinals ein. Hier ging es gegen New York Cosmos gegen welche man mit 3:0 in Spiel 1 auch obsiegen konnte, in Spiel 2 setze es dann wiederum aber eine 0:3-Niederlage, womit man nun in ein drittes Spiel musste, welches man auch mit 1:3 anschließend verlor. In der Spielzeit 1980 reichte es mit dem dritten Platz in der Regular Season wieder für die Playoffs. Hier traf man wieder einmal auf New York, gegen welche es diesmal aber eine 1:3 und später noch eine sehr deutliche 1:8-Niederlage setze. Auch in der Saison 1981 reichte es wieder auf dem dritten Platz der Division für die Playoffs. Diese wurden nun wieder nur in einem Spiel pro Runde ausgetragen, wie auch schon in den ersten beiden Spielzeiten traf das Franchise hier auf die Kicks aus Minnesota. Mit 0:2 war aber wieder einmal in der ersten Runde das Ende erreicht.
Die Spielzeit 1982 schloss man in der Regular Season mit 151 Punkten mal wieder auf dem zweiten Platz ab. Die Playoffs wurden nun als Best-of-3 ausgetragen, so war es nicht besonders schlimm, dass man gegen New York gleich im ersten Spiel eine 0:5-Niederlage schlucken musste. Nach einem 1:0-Sieg im zweiten Spiel war für das Franchise also wieder alles offen. Jedoch reichte es im dritten Spiel nicht und man bekam wieder eine 0:1-Niederlage. Die erfolgreichste Saison des Franchise kam dann aber in der Spielzeit 1983, erst gewann man mit 145 Punkten souverän die Regular Season in ihrer Division und in der ersten Runde der Playoffs schlug man dann auch mit 3:2 und 4:4 die
Fort Lauderdale Strikers. Die Semifinals gegen Montreal Manic endeten in der ersten Partie in einem Shootout mit 9:8 am Ende erfolgreich für die Roughnecks. Nach einer 0:1-Niederlage im Zweiten Spiel brauchte es aber auch hier wieder ein drittes Spiel, welches man mit 3:0 dann wieder gewinnen konnte. So zog man erstmals in der Franchise-Geschichte ins Finale ein. Im Soccer Bowl 83 traf man dann im BC Place Stadium in Vancouver auf Toronto Blizzard, gegen welche man am Ende mit 2:0 gewinnen konnte. So wurde man das erste Team aus Oklahoma, welches in einer Sportart in der höchsten Liga der USA einen Titel gewinnen konnte.
In der Saison 1984 näherte sich die NASL langsam ihrem Ende und die Roughnecks spielten nun direkt in einer Division mit allen Teams aus dem Westen. Es kam sogar fast dazu, dass man sich schon nach dem Sieg des Soccer Bowl nicht mehr finanziell halten konnte. Mit einem Regular Season Leistung aus 10 Siegen und 14 Niederlagen reichte es dann auch nicht einmal mehr für die Playoffs. Trotzdem konnte man auch nach dem Ende der Liga sich noch als eigenständiger Klub weiterhin behaupten. Hierunter waren mehrere noch existierende Teams aus den USA als auch aus Europa und Südamerika. Davon konnten auch einige ausgetragen werden, jedoch wurden die viele Spiele auch abgesagt, weil die zugehörigen Mannschaften zu dem Zeitpunkt nicht mehr existierten. Am 17. Juli 1985 stellte das Franchise seine Tätigkeit dann auch komplett ein.

## Nachfolger mit gleichem Namen
Unter gleichem Namen firmierte von 1993 bis 2000 ein Franchise, das in der damaligen United Soccer League spielte. Zudem hießen der FC Tulsa von 2013 bis 2019 auch Tulsa Roughnecks.